# تایرا نو توکیتادا
تایرا نو توکی‌تادا (به ژاپنی: 平時忠) (۱۱۸۹–۱۱۳۰) یک کوگه (مقام درباری) و دایناگون (مشاور ارشد امپراتور) و پسر تایرا نو توکینوبو در اواخر دوره هی‌آن و برادر همسر امپراتور گو-شیراکاوا و همچنین برادر همسر تایرا نو کیوموری بود.